# Mirobaeoides lordhowei
Mirobaeoides lordhowei är en stekelart som beskrevs av Austin 1986. Mirobaeoides lordhowei ingår i släktet Mirobaeoides och familjen Scelionidae. Inga underarter finns listade i Catalogue of Life.